# ADS Service
Az ADS Service Kft 2006-ban alakult magyar filmforgalmazó vállalat, amely évente 25-30 mozifilmet, emellett VOD filmeket és más, DVD és Blu-ray filmeket hoz forgalomba Magyarországon. Kizárólagos DVD és Blu-ray forgalmazója a Budapest Film filmjeinek. A társaság 2009-ben kezdett filmforgalmazási tevékenységbe.